# Arroyo Tala (Arroyo del Sauce)
Der Arroyo Tala ist ein Fluss in Uruguay.
Er entspringt auf dem Gebiet des Departamento Tacuarembó in der Cuchilla Divisoria einige Kilometer westlich von Curtina. Von dort verläuft er in östliche Richtung auf die Stadt zu, bis er rund vier Kilometer westlich dieser als linksseitiger Nebenfluss in den Arroyo del Sauce mündet.